# Ernst Sontow
Ernst Sontow (* 18. Januar 1918; † 5. September 2001) war ein deutscher Fußballspieler und -trainer.

## Karriere
Sontow gehörte bereits 18-jährig der ersten Mannschaft des FC Schalke 04 an, für den er von 1936 bis 1943 in der Gauliga Westfalen, in einer von zunächst 16, später auf 23 aufgestockten Gauligen zur Zeit des Nationalsozialismus als einheitlich höchste Spielklasse im Deutschen Reich, Punktspiele bestritt. In dieser dominierte – die Spielzeiten 1933/34 bis 1935/36 und auch 1943/44 – ausschließlich sein Verein und so ist es nicht verwunderlich, das er während seiner Vereinszugehörigkeit siebenmal die Gaumeisterschaft gewann. Obwohl sein Verein ebenso oft an den jeweiligen Endrundenspielen um die Deutsche Meisterschaft teilnahm, kam er lediglich in den Spielzeiten 1937/38, 1938/39 und 1942/43 in diesen zum Einsatz. Bei seiner Premiere bestritt er alle sechs Spiele der Gruppe B, wobei er im zweiten, am 15. April 1938 beim 6:0-Sieg über den SV Dessau 05, sein einziges Tor erzielte. Sowohl beim knappen 1:0-Halbfinal-Sieg am 29. Mai 1938 über Fortuna Düsseldorf in Köln, als auch beim 3:3-Unentschieden n. V. im ersten Finale am 26. Juni 1938 in Berlin gegen Hannover 96 wirkte er mit. Das notwendig gewordene Wiederholungsspiel eine Woche später an selber Stätte, ging durch den späten Treffer des Hannoveraners Johannes Jakobs zum 3:3-Unentschieden in der 88. Minute ebenfalls in die Verlängerung. Erich Meng erzielte schließlich in der 117. Minute den 4:3-Siegtreffer für Hannover 96. Ein Jahr später, am 18. Juni 1939, gewann der FC Schalke 04 mit einem 9:0-Sieg über den völlig überforderten SK Admira Wien seine vierte Meisterschaft; Sontow gehörte nicht der Endspielmannschaft an, durfte sich dennoch Deutscher Meister nennen, da er im dritten Spiel der Gruppe 4, beim 3:1-Sieg über den CSC 03 Kassel, Anteil daran trug. Sein letztes Endrundenspiel bestritt er am 2. Mai 1943 beim 8:1-Erstrunden-Sieg beim Spielverein 06 Kassel. Ferner bestritt er von 1936 bis 1938 sechs Spiele um den Tschammerpokal, erreichte zweimal das Finale und gewann lediglich das von 1937, das erst am 9. Januar 1938 in Köln ausgespielt und mit 2:1 gegen Fortuna Düsseldorf gewonnen wurde.
Im April 1943 debütierte Sontow als Gastspieler beim Hamburger SV, für den er 1943/44 in der Gauklasse Hamburg in 13 Meisterschaftsspielen zum Einsatz kam und ebenso viele Tore erzielte. Er kehrte danach jedoch zum FC Schalke 04 zurück, für den er 1944/45 in der Gruppe 1 der Kriegs-Gauklasse, deren Spielbetrieb Ende September 1944 wegen des außergewöhnlich harten Wintereinbruchs und mangels feldverwendungsfähiger Spieler abgebrochen werden musste, aktiv gewesen ist.
Nach dem Ende des Zweiten Weltkriegs kam er in der 1947 gegründeten Oberliga West zum Einsatz. Die Saison 1947/48, in der er 17 Punktspiele bestritt und sein Debüt am 14. September 1947 (1. Spieltag) beim 2:2-Unentschieden im Auswärtsspiel gegen Hamborn 07 gab, wurde als Sechstplatzierter abgeschlossen; Westdeutscher Meister wurde Borussia Dortmund.
Seine Fußballerkarriere ließ er bei Union Gelsenkirchen und danach als Spielertrainer bei der Spvgg Andernach ausklingen, für die er 1950/51 in der Oberliga Südwest aktiv gewesen ist.
Als Trainer betreute Sontow Eintracht Osnabrück in der Saison 1952/53 sowie den VfL Wolfsburg im zweiten Jahr nach dem Aufstieg 1955/56, jeweils in der Fußball-Oberliga Nord. Zwischenzeitlich hatte er bei Singen 04 gewirkt.

## Erfolge
- Deutscher Meister 1939, 1939 (ohne Einsatz), 1940 (ohne Einsatz), 1942 (ohne Einsatz)

- Tschammerpokal-Sieger 1937
- Gaumeister Westfalen 1937, 1938, 1939, 1940, 1941, 1942, 1943